# Ana Gryn
[[:Archivo:]]
Ana Gryn (1913-2005), fue una destacada actriz  argentina de cine y teatro.

## Carrera
Ana Gryn, conocida popularmente como Anita Gryn, fue una importante actriz de la época dorada cinematográfica argentina. Encarnó por lo general a mujeres refinadas y a veces perversas.
Actuó junto a grandes estrellas del cine nacional como Olinda Bozán, Hugo del Carril, Luis Sandrini, Lolita Torres, Carlos Perelli, Pedro Quartucci, Aida Luz, Alberto Closas , Mecha Ortiz, Pedro Lopez Lagar, Amelia Bence, Olga Zubarri, Eduardo Rudy, Marcos Zucker, Santiago Gómez Cou, Diana Maggi, Mecha Ortiz, Roberto Escalada, Sergio Renan, César Fiaschi, Florindo Ferrarlo, Noemi Laserre, Roberto Airaldi, Claudio Martino, Humberto de la Rosa, Niní Gambier,  Esther Fernández, Domingo Sapelli, Chola Osses, Ana Arneodo y Lautaro Murúa.
En  teatro trabajó con figuras como  Juan Eresky, Rosa Eresky, Celia Eresky, José Petriz, Tito Rey, Emilio Lommi, Josefa Goldar, Nélida Piuselli y María Novoa.
En 1934 integró el NEA ("Núcleo de Escritores y Autores") junto con otros actores como Rosa Catá, Luisa Vehil, Iris Marga, Guillermo Battaglia, Tulia Ciámpoli, Gloria Ferrandiz, Francisco Petrone, Juana Sujo, Juan Vehil, Homero Cárpena, Miguel Mileo, Amanda Varela y Sebastián Chiola.

### Filmografía
- 1936: Santos Vega
- 1938: Ronda de estrellas
- 1944: La danza de la fortuna como la jefa de la banda
- 1944: La verdadera victoria
- 1946: El pecado de Julia
- 1946: Camino del infierno
- 1946: Un modelo de París
- 1948: Juan Moreira
- 1950: Surcos de sangre
- 1955: Marianela
- 1957: Violencia en la ciudad
- 1957: La sombra de Safo[3]

## Teatro
- Ollantay (1939) de Ricardo Rojas con Miguel Faust Rocha, Luisa Vehil, Iris Marga y Pablo Acciardi.[4]
- El señor maestro (1940), comedia dramática en tres actos.